# Nieul-sur-Mer
Nieul-sur-Mer är en stad i Frankrike i La Rochelles nordvästra förorter. Det är orten i departementet Charente-Maritime. Nieul-sur-Mer ligger i regionen Nouvelle-Aquitaine.
Orten är belägen i närheten av Atlantkusten.
Nieul-sur-Mer har 5 600 invånare och är den fjortonde största orten i Charente-Maritime.

## Befolkningsutveckling
Antalet invånare i kommunen Nieul-sur-Mer
| Referens: INSEE |